# Ziua Mondială contra Cancerului
Ziua Mondială contra Cancerului este marcată pe 4 februarie pentru a crește gradul de conștientizare a cancerului și pentru a încuraja prevenirea, detectarea și tratamentul. Ziua Mondială contra Cancerului a fost fondată de către Union for International Cancer Control (Uniunea Internațională de Control al Cancerului) - UICC pentru a sprijini obiectivele Declarației de la World Cancer, scrisă în 2008. Scopul principal al acestei zile este de a reduce în mod semnificativ boala și decesul cauzate de cancer.

## Tematici al Zilei Mondiale contra Cancerului
| An          | Tematică                            |
| ----------- | ----------------------------------- |
| 2025 -2027  | Uniți prin Unicitate                |
| 2022-2024   | Îngrijire fără discriminare         |
| 2019 - 2021 | Eu și eu voi fi                     |
| 2016 - 2018 | Noi putem. Eu pot.                  |
| 2015        | Nu dincolo de noi                   |
| 2014        | Dezvăluirea miturile                |
| 2013        | Mituri despre cancer - obține fapte |
| 2012        | Împreună să facem ceva              |
| 2011        | Cancerul poate fi prevenit          |